# Bogas de Cima
Bogas de Cima é uma povoação portuguesa sede da Freguesia de Bogas de Cima do Município de Fundão, freguesia com 31,24 km² de área e 328 habitantes (censo de 2021), tendo, por isso, uma densidade populacional de 10,5 hab./km².
Além da aldeia sede, a freguesia engloba as anexas de Bogas do Meio, Boxinos, Descoberto e Malhada Velha. Está limitada a norte pelas freguesias de Lavacolhos e Barroca, a sul pela freguesia de Bogas de Baixo, a oeste pela freguesia da Barroca, a leste pelo Município de Castelo Branco e a nordeste pela freguesia do Castelejo. Dista 32 km do Fundão, 43 km da Covilhã e 81 km de Castelo Branco.

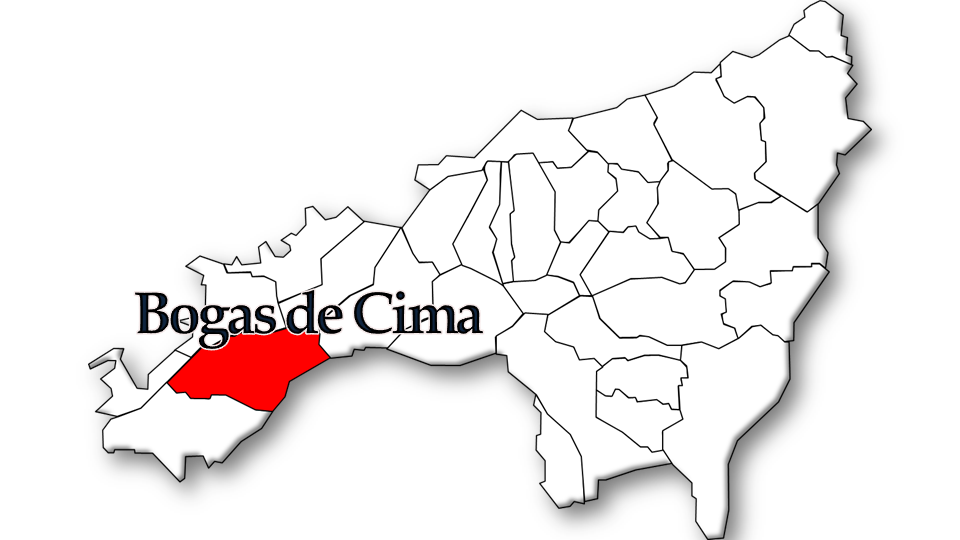
Localização da freguesia no Município do Fundão

## Demografia
A população registada nos censos foi:
| Distribuição da População por Grupos Etários | Distribuição da População por Grupos Etários | Distribuição da População por Grupos Etários | Distribuição da População por Grupos Etários | Distribuição da População por Grupos Etários |
| -------------------------------------------- | -------------------------------------------- | -------------------------------------------- | -------------------------------------------- | -------------------------------------------- |
| Ano                                          | 0-14 Anos                                    | 15-24 Anos                                   | 25-64 Anos                                   | > 65 Anos                                    |
| 2001                                         | 39                                           | 58                                           | 227                                          | 142                                          |
| 2011                                         | 27                                           | 26                                           | 152                                          | 142                                          |
| 2021                                         | 33                                           | 18                                           | 126                                          | 151                                          |

## História
Apenas se conhecem dados a partir do século XVIII, quando se tornou sede de freguesia. Bogas de Cima pertencia até então à freguesia de Silvares. A sua vizinha, Bogas de Baixo, havia pertencido à de Janeiro de Baixo, tendo-se autonomizado em 1694. 
Foi na segunda metade do século XVIII, que Bogas de Cima se tornou uma freguesia independente.
Em 1758 Bogas de Cima ainda se encontrava anexada à freguesia de Silvares e contava com dezena e meia de fogos.
O linho e a sua tecelagem estão intimamente ligados à história de Bogas de Cima, havendo documentação desta actividade datada de 1892.
Actualmente integra a rota turística das Terras de Xisto.

## Cultura

### Património arquitetónico
- Igreja Matriz
- Capela de São Sebastião
- Casa Redonda
- Casas de Xisto

#### Locais a Visitar
- Casa do Mel – Bogas de Cima
- Campo Aventura
- Ribeira de Bogas
- Toda a freguesia em geral pelo seu património paisagístico

### Gastronomia
- Maranhos
- Cabrito Estufado
- Caldo Verde
- Filhós

### Associações
- Associação Cultural e Recreativa da Malhada Velha
- Associação de Bogas do Meio
- Associação de Jovens e Idosos de Bogas de Cima
- Clube Boxinos - Associação Cultural, Recreativa e Desportiva
- Clube Desportivo Boguense
- Cooperativa de Olivicultores da Ribeira de Bogas
- Olho Vivo - Associação de Caça e Pesca

### Artesanato
- Tecelagem de linho
- Mantas de retalhos
- Tapeçaria
- Rendas e bordados regionais

### Festas e Feiras
- Festival Sabores de Bogas (bi-anual)
- Festa em honra de Nossa Senhora das Necessidades nos Boxinos (último fim de semana de julho)
- Festa da Malhada Velha (último fim de semana de julho)
- Festa da Bogas de Cima (primeiro fim de semana de agosto)
- Festa em honra de Nossa Senhora da Boa Hora nos Boxinos (último fim de semana de dezembro)

### Eventos Desportivos e Culturais
- Torneio de Sueca dos Boxinos
- Torneio de Sueca da Olho Vivo - Bogas de Cima
- Torneio de Sueca de Bogas do Meio
- Torneio de Sueca da Malhada Velha
- Torneio de Matraquilhos dos Boxinos
- Passeio de Motorizadas Clássicas - Os Moscardos
- Encontro dos Bigodes de Bogas de Cima